# Aéroports de Paris
Aéroports de Paris (ADP) – francuskie przedsiębiorstwo, które posiada i zarządza czternastoma portami lotniczymi i lądowiskami w regionie Île-de-France. Spółka została utworzona jako przedsiębiorstwo państwowe w 1945 roku, w 2005 roku przekształcona została w spółkę publiczną. Od tego momentu spółka rozszerza swoją działalność, zajmując się również zarządzaniem portami lotniczymi poza regionem Île-de-France.

## Miejsce w Forbes Global 2000
W 2007 roku spółka zajmowała 1553. miejsce na liście Forbes Global 2000, obejmującej 2000 największych przedsiębiorstw na świecie.

## Obiekty zarządzane przez spółkę

### Porty lotnicze
- Paryż-Roissy-Charles de Gaulle
- Paryż-Orly
- Le Bourget
- Marsa Alam[3]
- Amman

### Lądowiska
- Chavenay
- Chelles
- Coulommiers
- Étampes
- Lognes
- Meaux
- Persan-Beaumont
- Pontoise-Cormeilles-en-Vexin
- Saint-Cyr-l'École
- Toussus-le-Noble

### Heliporty
- Paris-Issy-les-Moulineaux

## Siedziba
Siedziba przedsiębiorstwa mieści się we Francji, w 14. dzielnicy Paryża, 291 boulevard Raspail.